# Encyklopedia sztuki dekoracyjnej
Encyklopedia sztuki dekoracyjnej – jednotomowa, ilustrowana polska encyklopedia sztuki wydana w 1978 w Warszawie przez Wydawnictwa Artystyczne i Filmowe w serii wydawniczej Encyklopedie Sztuki WAiF i PWN .

## Opis
Encyklopedia ma charakter popularyzacyjny. Oryginalnie dzieło napisał Guillaume Janneau w ramach francuskiej serii wydawniczej Les dictionnaires de l'homme du XX' siecle. Tekst z języka francuskiego przełożyły Joanna Arnold oraz Ewa Kiełczewska. Encyklopedia została dostosowana do percepcji polskiego czytelnika i uzupełniona o zdjęcia polskich zabytków oraz lokalne hasła opracowane przez Annę Derwojedową i Andrzeja Dulewicza. W polskiej edycji wydano jeden tom liczący 314 stron w nakładzie 30 000 plus 300 egzemplarzy .